# 코

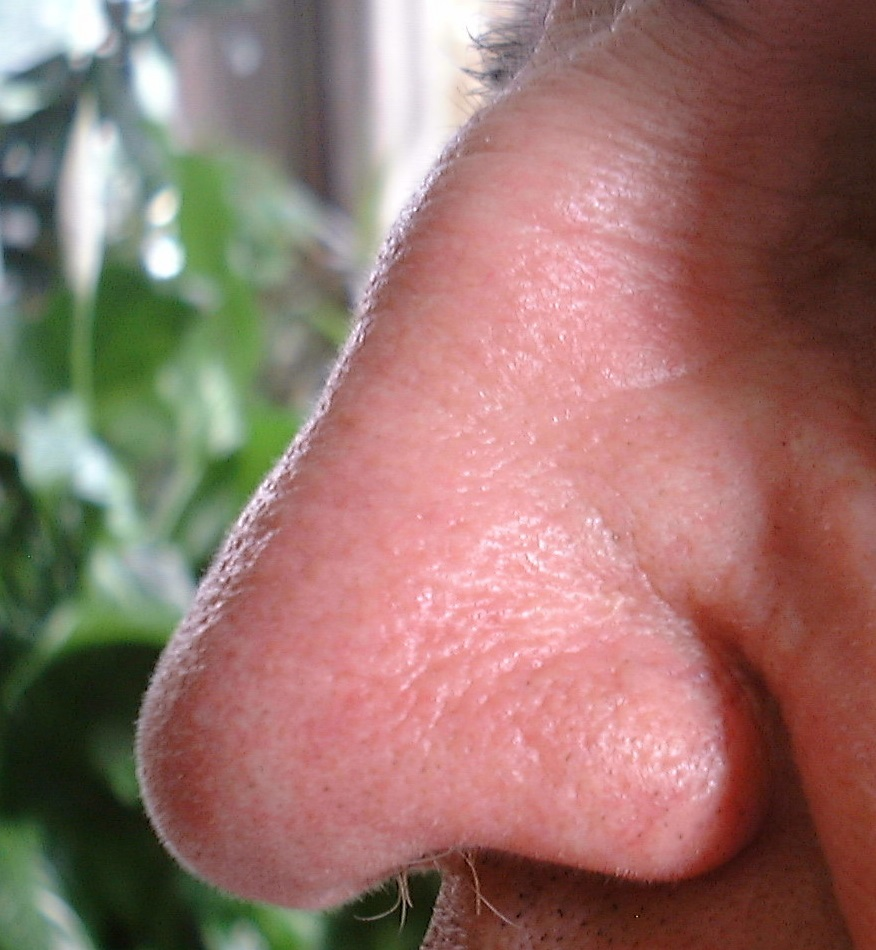
인간의 코

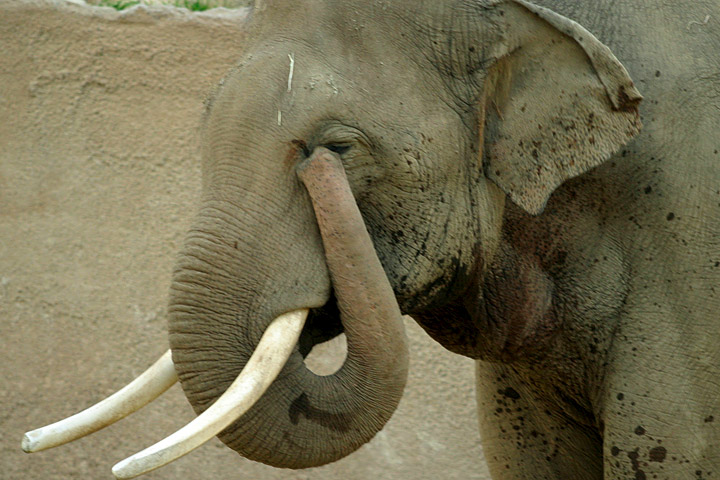
코가 긴 코끼리

코는 동물이나 사람의 얼굴에 돌출된 형태로 붙어 있는 경우가 많고 구멍이 뚫려 있으며 주로 호흡을 하고 냄새를 맡는 데 이용되는 기관이다. 대부분의 포유류와 인간의 코에는 코털이 나 있는데, 이는 이물질을 걸러내어 폐로 들어가는 것을 막기 위해서다.
인간을 비롯한 포유동물의 코는 대개 얼굴의 중심에 위치하며, 입보다 위쪽에 있다. 코끼리의 긴 근육질의 코는 물건을 잡는 역할을 하기도 한다.

## 개요
후각기는 포유류의 감각기 중에서는 역사가 가장 오래된 것 중의 하나로, 후각 중추도 뇌 속에서 가장 역사가 오래된 부분(고피질)에 존재한다. 코 중에서 외비(外鼻)는 공기의 유입 방향을 결정한다. 사고 등으로 인해 외비가 떨어져 나가면 냄새를 맡을 수 없는데, 코 모양으로 만든 것을 대면 금방 후각이 돌아온다. 이것은 외비가 없으면 공기가 수평으로 유입되어 비강 천장에 있는 후각 세포에 닿을 수 없기 때문이다.

## 상징성
코는 주로 자존심이나 자만심 등과 연관된 비유에 등장하기도 하는데, '콧대가 높다', '코를 납작하게 만든다' 등이 그 예이다.

## 구조
코는 머리뼈 및 안면근육 등과의 구조상 코구조가 부비강을 통해 귀, 입, 후두, 이마 등의 공간과 밀접하게 연계되어있다.

## 같이 보기
- 콧구멍
- 후각

## 참고 문헌
- 이 문서에는 다음커뮤니케이션(현 카카오)에서 GFDL 또는 CC-SA 라이선스로 배포한 글로벌 세계대백과사전의 내용을 기초로 작성된 글이 포함되어 있습니다.